# Boeing 80
El Boeing 80 fue un avión de pasajeros estadounidense de los años 20 del siglo XX. Biplano trimotor, el Model 80 fue construido por la Boeing Airplane Company para su propia línea aérea, la Boeing Air Transport, transportando con éxito tanto correo aéreo como pasajeros en servicios regulares.

## Desarrollo y diseño

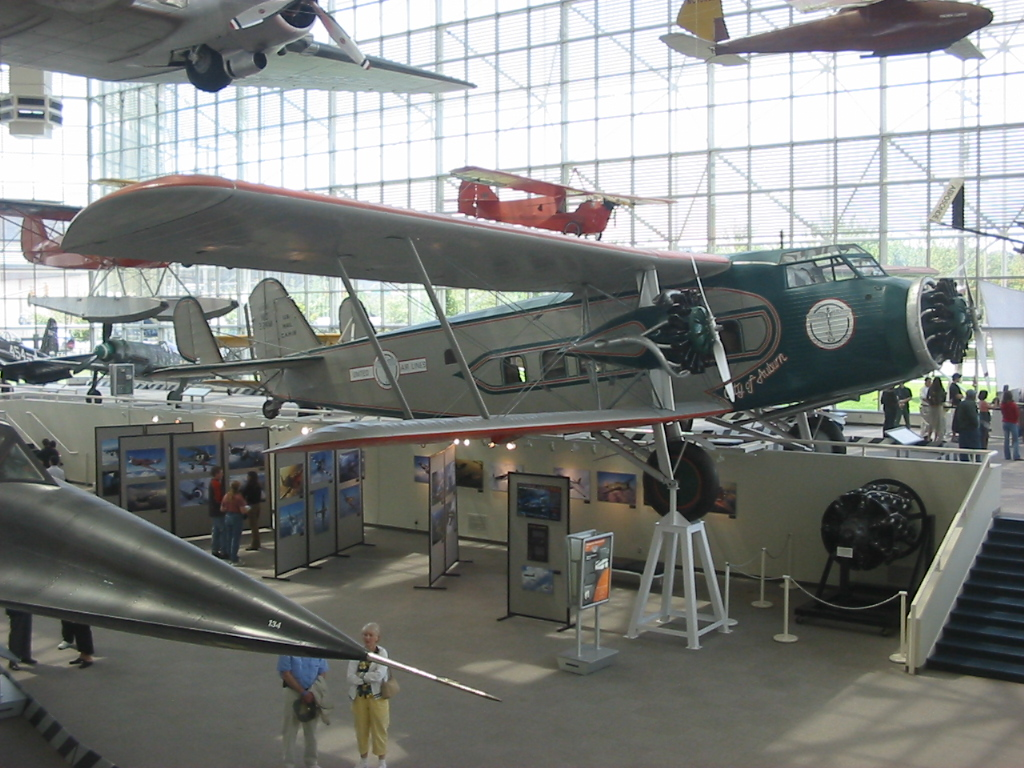
Boeing Model 80A-1 en el Museum of Flight de Seattle.

Boeing Air Transport fue fundada el 17 de febrero de 1927, por William Boeing, para operar el servicio del Contrato de Correo Aéreo (Contract Air Mail (CAM)) entre San Francisco y Chicago (CAM.18), haciéndose cargo de la ruta el 1 de julio de 1927. Dicha ruta fue operada inicialmente por biplanos monomotores Boeing 40A, que podían llevar cuatro pasajeros y que proporcionaban un útil suplemento a los ingresos subvencionados por transportar correo aéreo.
Con el fin de aprovechar mejor el tráfico de pasajeros, Boeing decidió que necesitaba un avión mayor y que fuera más adecuado para el transporte de pasajeros, por lo que a principios de 1928 diseñó un avión trimotor capaz de acomodar a doce pasajeros, el Model 80. A diferencia de los Fokker F.VII y Ford Trimotor operados por otras aerolíneas, el Model 80 era un biplano, configuración elegida para dotarle de buenas prestaciones de despegue y aterrizaje cuando operase rutas con aeródromos difíciles, ya que muchos de ellos estaban a una altitud relativamente alta. El fuselaje era de construcción de tubos de aluminio y acero recubierta de tela, una capacidad para doce pasajeros en tres filas orientadas hacia delante en una cabina bien equipada. La tripulación de vuelo, de dos miembros, se sentaba en una cubierta de vuelo cerrada, delante de la cabina de pasajeros. Las alas eran de construcción de acero y duraluminio recubiertas de tela, con puntas alares desmontables para mejorar el almacenamiento en los hangares.
El primer Model 80, equipado con tres motores radiales Pratt & Whitney Wasp, voló por primera vez el 27 de julio de 1928. Fue seguido por tres Model 80 más antes de que la producción cambiase al mejorado Model 80A, que era mayor, permitiendo transportar 18 pasajeros, y que estaba equipado con los más potentes motores Pratt & Whitney Hornet, volando por primera vez el 18 de julio de 1929, y recibiendo su certificado de aeronavegabilidad el 20 de agosto del mismo año.

## Historia operacional
El Model 80 llevó a cabo su primer servicio programado de correos y pasajeros, para la Boeing Air Transport, el 20 de septiembre de 1928, y pronto se demostró un éxito. El mejorado Model 80A entró en servicio en septiembre de 1929.
En mayo de 1930, la Boeing Air Transport introdujo auxiliares de vuelo femeninos, contratando a ocho, incluyendo a la jefa de auxiliares Ellen Church, siendo todas enfermeras registradas y solteras, comenzando los primeros vuelos con ellas el 15 de mayo. Los Model 80 y 80A continuaron en servicio con la Boeing Air Transport (más tarde renombrada United Airlines) hasta que fueron reemplazados por el monoplano bimotor Boeing 247 en 1934.

## Variantes
Model 80
Versión de producción original con motores Pratt & Whitney Wasp, cuatro construidos.
Model 80A
Aerodinámica mejorada y motores Pratt & Whitney Hornet, diez construidos.
Model 80A-1
Versión con empenaje revisado con una aleta añadida en cada plano de cola; los 10 Model 80A fueron convertidos a este estándar.
Model 80B-1
Un único Model 80A construido con la cubierta de vuelo abierta. Más tarde modificado al estándar Model 80A-1.
Model 226
Un único Model 80A convertido en transporte ejecutivo para la Standard Oil. Las superficies de cola modificadas fueron más tarde adoptadas para todos los Model 80A (ver Model 80A-1).

## Operadores
Estados Unidos
- Boeing Air Transport[12]
- Monterey Peninsula Airways[12]
- Morrison-Knudsen Company[12]
- Robert Campbell Reeve[12]
- Standard Oil, California[13]
- United Airlines[12]

## Supervivientes
Un único Model 80A-1, modificado como carguero para su uso en Alaska, fue salvado de un vertedero en el Aeropuerto de Anchorage en 1960, y, tras su restauración, está expuesto en el Museum of Flight de Seattle.

## Especificaciones (Model 80A)
Referencia datos: Boeing Aircraft since 1916

### Características generales
- Tripulación: Tres
- Capacidad: 18 pasajeros
- Carga: 408 kg
- Longitud: 17,2 m (56,5 ft)
- Envergadura: 24,4 m (80 ft)
- Altura: 4,7 m (15,3 ft)
- Superficie alar: 113,4 m² (1220,7 ft²)
- Perfil alar: Boeing N-22[5]
- Peso vacío: 4810 kg (10 601,2 lb)
- Peso cargado: 7940 kg (17 499,8 lb)
- Planta motriz: 3× motor radial de nueve cilindros refrigerado por aire Pratt & Whitney R-1690 Hornet.
  - Potencia: 392 kW (540 HP; 533 CV) cada uno.

### Rendimiento
- Velocidad nunca excedida (Vne): 222 km/h (138 MPH; 120 kt)
- Velocidad crucero (Vc): 201 km/h (125 MPH; 109 kt)
- Velocidad de entrada en pérdida (Vs): 89 km/h (55 MPH; 48 kt) [15]
- Alcance: 741 km (400 nmi; 460 mi)
- Techo de vuelo: 4270 m (14 009 ft)
- Régimen de ascenso: 4,6 m/s (906 ft/min)

## Aeronaves relacionadas

### Aeronaves similares
- Junkers Ju 52/3m
- Fokker F.VIII
- Ford Trimotor

### Secuencias de designación
- Secuencia Numérica (interna de Boeing): ← 74 - 75 - 77 - 80 - 81 - 83 - 89 -- 221 - 222 - 223 - 226 - 227 - 234 - 235 →